# Haus auf der Bech

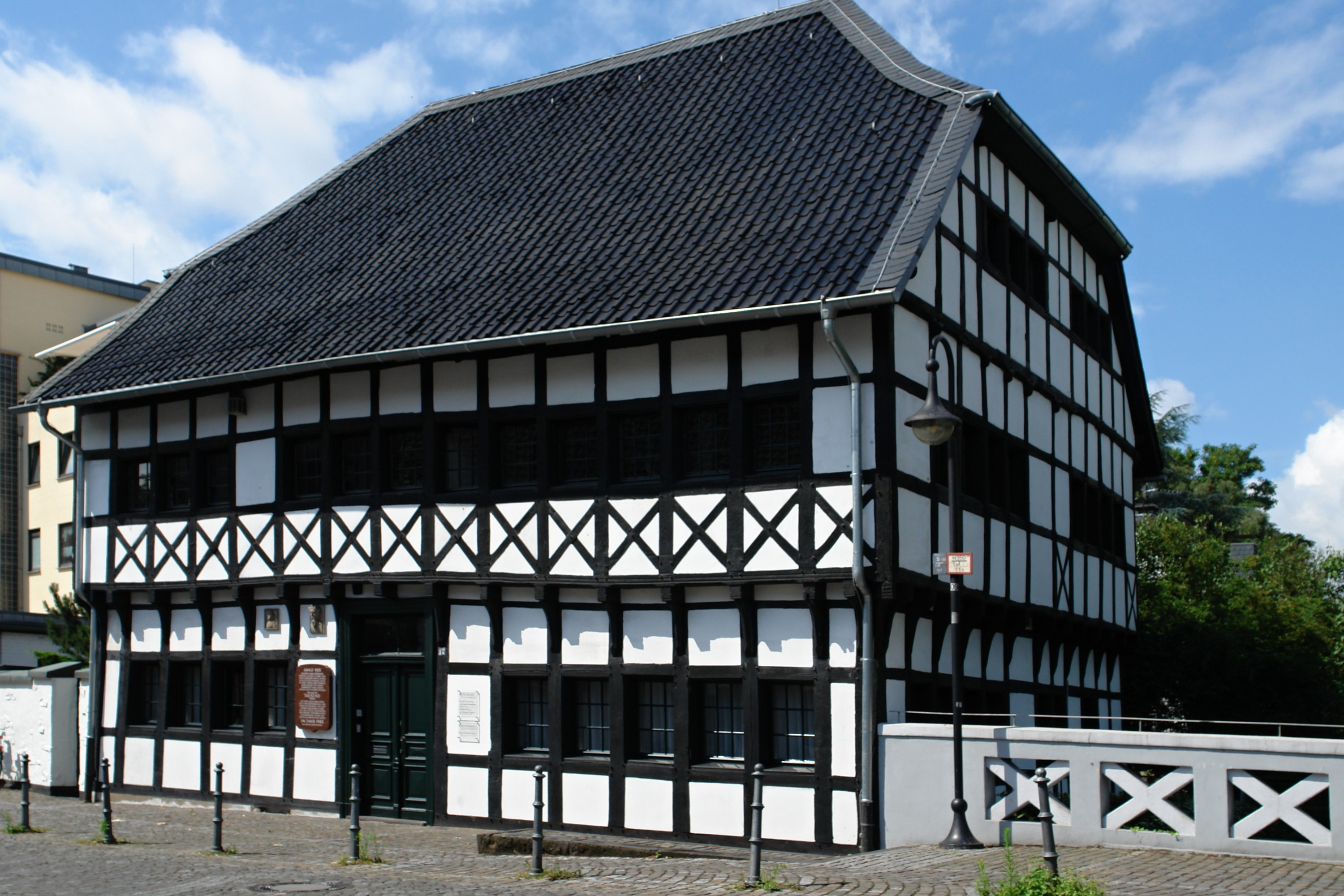
Haus auf der Bech, Hilden, Schwanenstraße 17

Das Haus auf der Bech wird auch „Haus op der Bech“, oder „Haus an der Bech“ genannt.
Das Haus auf der Bech ist ein denkmalgeschütztes Profangebäude in Hilden Schwanenstraße 17 im Kreis Mettmann (Nordrhein-Westfalen).
Koordinaten: 51° 10′ 7,2″ N, 6° 55′ 53,2″ O
Das stattliche, traufständige Fachwerkhaus wurde 1588 für einen Schultheißen errichtet. Der Oberstock kragt auf Konsolen vor. Das Krüppelwalmdach wurde in neuerer Zeit aufgesetzt. Das Gebäude wurde von 1980 bis 1982 wiederhergestellt.

## Geschichte

### Das ältere Haus
Das erzbischöfliche Lehensgut „Auf der Bech“ wurde 1150 urkundlich genannt.
Das stattliche, traufständige Fachwerkhaus in Hilden in der Schwanenstraße 17 „Haus auf der Bech“ (Ältere Haus) wurde 1588 für den Schultheißen Dietrich zu den Hülsen errichtet. Er starb 1589 noch vor Fertigstellung. Nach Tod des Bauherrn Schultheißen Dietrich zu den Hülsen gelangte das Haus 1590 durch rasche Wiederheirat seiner Witwe „Gretchen zu den Hülsen“ in den Besitz der Familie Hoff.
Der zweite Ehemann Heinrich Hoff war Notar und nannte sich Henricus Bech Hildensis. Das Paar nahm in dem neuerbauten „Hause auf der Bech“ Wohnung und eröffnete darin eine Gastwirtschaft. Um 1590 wendeten sich die Hildener Bauersleute gegen eine Bestallung des Gastwirtes Heinrich Hoff zum Hildener Gerichtsschreiber, weil ihnen ihre schmale Börse nicht erlaube, »wan wir etwas zu schreiben hatten, stetig im Weinhaus zu sitzen«.
Gretchens (Gertgen) Sohn aus erster Ehe, der um 1575/76 geborene Anton zu den Hülsen, verzichtete 1596 zugunsten seiner Mutter und seines Stiefvaters Heinrich Hoff auf das „Haus auf der Bech“, worauf ihm diese die Erbgüter 'zu den Hülsen' überließen.
Hermann Hoff, der um 1588 geborene Sohn aus 1. Ehe von Heinrich Hoff, war der nächste Eigentümer des Hauses auf der Bech. Während der Wirren des Dreißigjährigen Krieges stellte er, trotz Verbot des Herzogs, sein Haus den Reformierten zur Abhaltung von Gottesdiensten zur Verfügung. Da Herzog Wolfgang Wilhelm mit allen Mitteln versuchte, die Reformation in seinem Land auszurotten, wurde das Haus auf der Bech 1641 von Amts wegen geschlossen und versiegelt. Den Reformierten blieben nur Scheunen oder der freie Himmel für ihre Zusammenkünfte. Während der Prozession am Sonntag nach Jakobi (25. Juli 1641) entlud sich ihr Zorn. Die Reformierten brachen Siegel und Schloss auf und verschafften sich wieder Zugang zum „Haus auf der Bech“. Es folgte ein politisches Wechselspiel.
Nach Hermanns Ableben († ?) erbte sein um 1613 geborener Sohn Adolf Hoff das „Haus auf der Bech“. Er heiratete 1640 die Düsseldorferin Sibylla Eikels und wohnte in Düsseldorf, ist aber später nach Hilden übergesiedelt. Er amtierte von 1647 bis 1675 als Schultheiß von Hilden und Haan. Adolf Hoff starb 1679. Er hinterließ seinem 1645 geborenen Sohn Heinrich Hoff das ältere Haus.

### Das neuere Haus
Der letzte Eigentümer mit Namen Hoff war der Gerichtsschreiber Heinrich Hoff. Er und seine Frau Johanna Margaretha von Diepenbruch ufr Knip erbauten nach ihrer Heirat 1680 das bis heute erhaltene „neuere Fachwerkhaus auf der Bech“.
Nach dem Tod von Heinrich Hoff fiel das Fachwerkhaus Heinrichs Schwiegersohn zu. Der Schwiegersohn war der Kaufmann Matthias Kohl (auf dem Kohlsberg in Höhscheid bei Solingen), Ehemann von Anna Sibylla Hoff. Sie verpachteten das Haus in mehrfacher Folge 1734–1760 an die Hildener Familie Heinrich Volmer und Anna Gertrud geb. Kirberg.

### Öl und Gerstenschälmühle

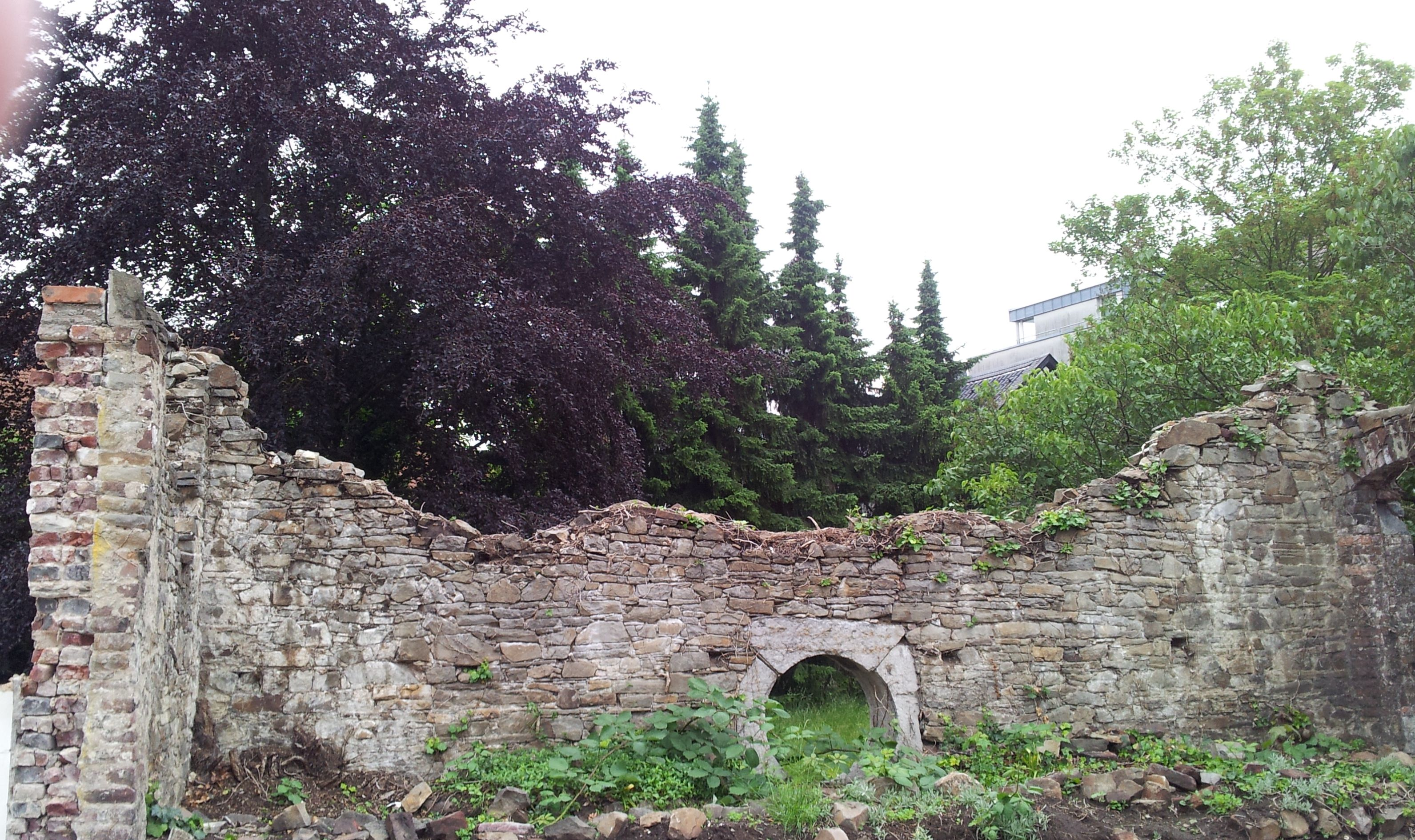
Hilden, Haus auf der Bech, Ruine der ehemaligen Ölmühle

Am 29. April 1762 erhielt Tilmann Kirberg von Kurfürst Karl Theodor die Konzession, eine Öl- und Gerstenschälmühle (Pellmühle) nebenan zu betreiben. Die Mühle wurde durch das Wasser der Itter angetrieben.
Einige Jahre muss Kirberg die Mühle selbst betrieben haben, denn 1778 nahm er darauf eine Schuld auf, die er bis 1782 beglichen hatte. Tilmann Kirberg war verheiratet mit Helena Vollmer.
Johann Wilhelm Frauenhof kaufte die Mühle im Jahr 1820.
Wilhelm Frauenhof wurde 1829 als eines von sechs Kindern von Johann Wilhelm Frauenhof, verheiratet mit Wilhelmine, geborene Tang, geboren. Nach dem Tod von Johann Wilhelm Frauenhof übernahm Wilhelm Frauenhof die Mühle. Wilhelm Frauenhof ist auf der Urkatasterkarte des Jahres 1839 als Besitzer des Grundstücks vermerkt, auf dem die Mühle stand. Wilhelm Frauenhof vererbte die Mühle an seinen Sohn Karl Wilhelm Frauenhof (* 1857), der sie auch betrieb.
1915 wurde die Mühle stillgelegt. Das Wasserrad wurde in den letzten Jahren des Ersten Weltkriegs abgebrochen. Seitdem ist sie verfallen, so dass heute nur noch wenige Mauerreste stehen. Das Durchbruchsloch ist in der Ruine noch sichtbar.

### Feingerberei
Der 1865 geborene Theodor Hugo Frauenhof, Sohn des Ölmüllers Johann Wilhelm Frauenhof, gründete am 28. August 1887 auf dem Gelände des väterlichen Hofes „Auf der Bech“ eine Feingerberei und Schäftefabrik für die Schuh- und Lederfabrikation.
Als Theodor Hugo Frauenhof wegen Erblindung den Betrieb nicht mehr weiterführen konnte, übernahm 1935 sein Neffe und Sohn des Ölmüllers Karl-Wilhelm Frauenhof, Richard Frauenhof, die Firma. Mangels Nachfrage seitens der Schuhindustrie kam die Produktion aber bald zum Erliegen und Richard Frauenhof führte das Unternehmen als Handlung für Lederwaren und Schuhmacherbedarf weiter. Nach Ende des Zweiten Weltkriegs wurde dann der Schwerpunkt des Unternehmens auf technischen Großhandel für den Industriebedarf verlagert.
Bedingt durch das alljährlich eintretende Hochwasser der Itter bauten die Eheleute Richard und Susanne Frauenhof neben das Gebäude der ehemaligen Mühle einen hochwassersicheren Neubau, den sie 1960 beziehen konnten.
Die Firma Hugo Frauenhof GmbH Industriebedarf und Umwelttechnik siedelte im Jahr 1998 auf ein größeres Gelände am Mühlenbachweg in Hilden um. Der über fast 70 Jahre betriebene Handel mit Schuhmacherbedarf wurde im Jahr 2013 auf einen Mitbewerber übertragen.

### Das Fachwerkhaus
Das Eichen-Fachwerkhaus „Haus auf der Bech“ war das Wohnhaus eines bäuerlichen Gehöftes, das zu den größeren Hildens zählte, mit getrennt erstellten Wirtschaftsgebäuden. Um 1900 war es auf der Hinterseite mit Schindeln bekleidet.
Nach dem Tod Richard Frauenhofs 1965 vermietete die Familie Frauenhof ab 1971 das Fachwerkhaus langfristig an die Stadt Hilden. Diesen restaurierte das hochwassersichere Fachwerkhaus (Vorderhaus) von 1976 bis 1979 sorgfältig.
2004 wurden von der Stadt und privaten Mietern unter Aufsicht der Unteren Denkmalbehörde weitere umfangreiche Restaurierungsmaßnahmen durchgeführt.
Ab 1979 bis 2004 war im „Haus op de Bech“ die Volkshochschule Hilden-Haan zu Hause. Zwischen 1982 und 2004 befand sich auch die „Wohlauer Heimatstube“ im Gebäude. Der Volkshochschule folgte von 2007 bis 2012 eine Anwaltskanzlei. 2013 zog der Großteil der Mitarbeiter des Jugendamtes von dem im geschlossenen Jugendtreff JUECK an der Heiligenstraße ins „Haus auf der Bech“ um. Eine über viele Jahrzehnte an der Bachseite des Fachwerkhauses stehende große Trauerweide fiel im Oktober 2002 dem Orkan Jeanett zum Opfer und musste gefällt werden.
Das Gelände des Fachwerkhauses und der Innenhof mit dem Gelände der Schäftefabrik wurden 2014 geteilt und die verbliebenen Fabrikgebäude abgerissen. Es entstand an dieser Stelle eine Wohnanlage mit 16 Wohnungen. Die Ruine der alten Ölmühle blieb dabei verschont.